# Zaruma (kanton)
Zaruma – kanton w Ekwadorze, w prowincji El Oro. Stolicą kantonu jest Zaruma.